# تابع منگولد

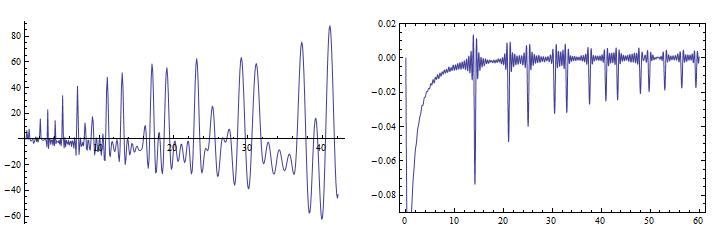
(چپ) تابع فون مانگولدت، تقریب‌زده‌شده توسط امواج صفرهای تابع زتا. (راست) تبدیل فوریه تابع فون مانگولدت یک طیف با پیک‌های قسمت‌های موهومی صفرهای تابع زتای ریمان را نشان می‌دهد.

در ریاضیات، تابع منگلولد نوعی تابع حسابی است که به افتخار ریاضیدان  آلمانی هانس ون منگلولد نامیده شد. این تابع، مثالی از توابع حسابی است که نه ضربی و نه جمعی می‌باشد.

## تعریف
تابع منگلولد را با نماد {\displaystyle \Lambda (n)}  نشان می‌دهند و  به شکل زیر تعریف می‌شود.
{\displaystyle \Lambda (n)={\begin{cases}\ln p&{\mbox{if }}n=p^{k}{\mbox{ for some prime }}p{\mbox{ and integer }}k\geq 1,\\0&{\mbox{otherwise.}}\end{cases}}}
مقادیر {\displaystyle \Lambda (n)} برای نه تا از اولین اعداد صحیح مثبت (یعنی اعداد طبیعی) بدین صورت است:
{\displaystyle 0,\log 2,\log 3,\log 2,\log 5,0,\log 7,\log 2,\log 3,}
که مرتبط با (دنباله A014963 در OEIS) است.
تابع جمع منگلد {\displaystyle \psi }، که به آن تابع چبیشف دوم هم می گویند به این صورت تعریف می شود:
{\displaystyle \psi (x)=\sum _{n\leq x}\Lambda (n).}
فون منگولد اثبات استواری برای فرمول دقیق {\displaystyle \psi (x)} مربوط به جمع صفرهای نابدیهی تابع زتای ریمان ارائه نود. این دستاورد بخش مهمی از اولین اثبات قضیه اعداد اول بود.

## خواص
برای تابع منگولد اتحاد زیر برقرار است:
{\displaystyle \log(n)=\sum _{d\mid n}\Lambda (d).}
جمع روی کل اعداد صحیح {\displaystyle d} که {\displaystyle n} را می شمارند گرفته شده است. این اتحاد توسط قضیه بنیادی حساب اثابت شده است، چرا که جملاتی که توان‌هایی از اعداد اول نیستند برابر صفر است. به عنوان مثال، حالتی که {\displaystyle n=12=2^{2}\times 3} را در نظر بگیرید. آنگاه:
{\displaystyle {\begin{aligned}\sum _{d\mid 12}\Lambda (d)&=\Lambda (1)+\Lambda (2)+\Lambda (3)+\Lambda (4)+\Lambda (6)+\Lambda (12)\\&=\Lambda (1)+\Lambda (2)+\Lambda (3)+\Lambda \left(2^{2}\right)+\Lambda (2\times 3)+\Lambda \left(2^{2}\times 3\right)\\&=0+\log(2)+\log(3)+\log(2)+0+0\\&=\log(2\times 3\times 2)\\&=\log(12).\end{aligned}}}
براساس معکوس گیری موبیوس داریم:
{\displaystyle \Lambda (n)=-\sum _{d\mid n}\mu (d)\log(d)\ .}